# Triggerfinger (band)

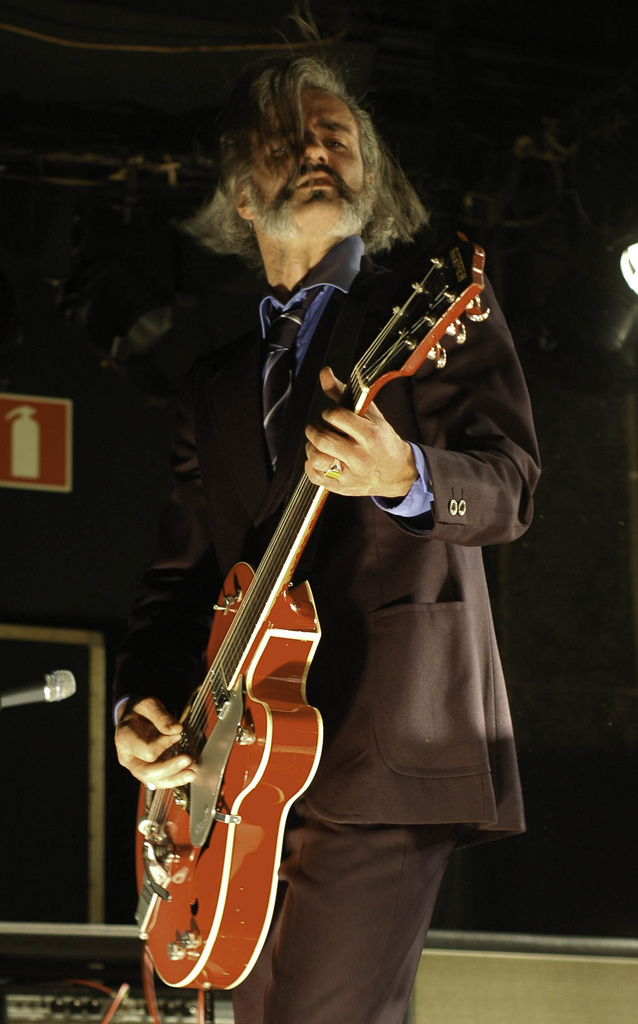
Ruben Block tijdens een optreden (2010)

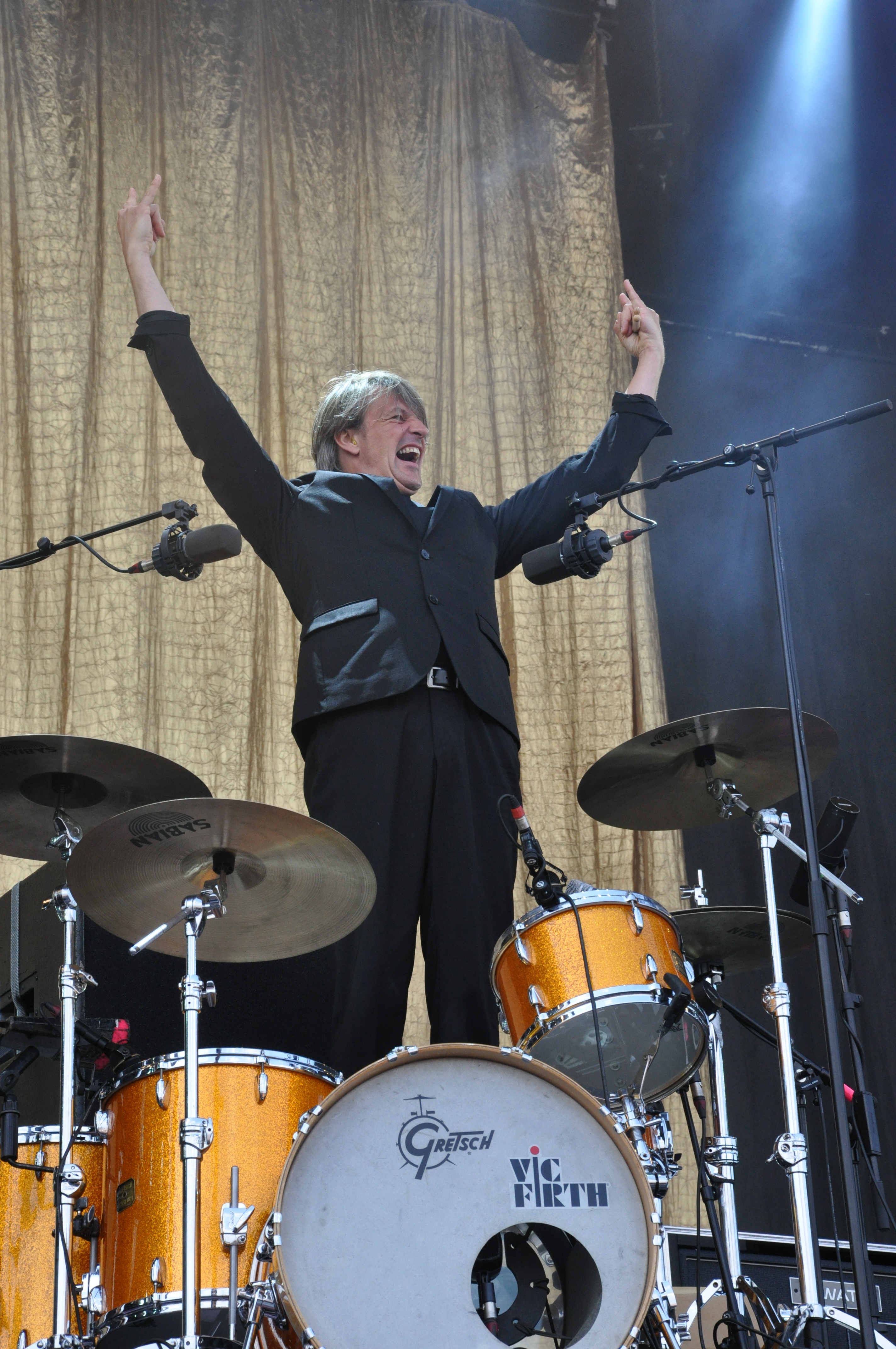
Mario Goossens - Rock am Ring 2014

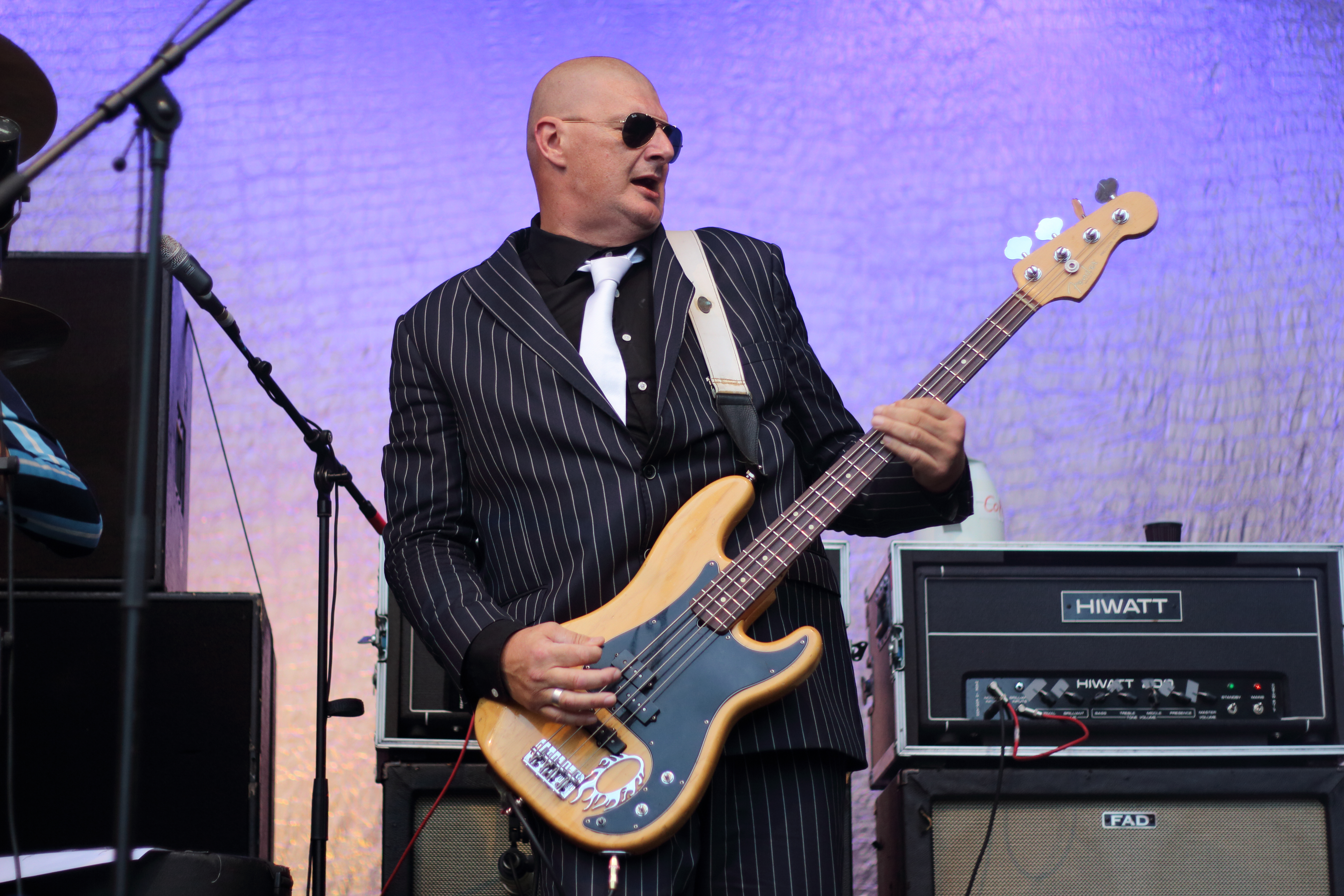
Paul Van Bruystegem - PictureOn Festival 2014

Triggerfinger is een Belgische rockband afkomstig uit Lier.
Triggerfinger bestaat uit drie muzikanten: zanger en gitarist Ruben Block (Sin Alley en AngeliCo), drummer Mario Goossens (Noordkaap, Monza, Hooverphonic, HJ Kras en de Engelse rockband Winterville) en tot juni 2023  bassist Paul Van Bruystegem, alias Monsieur Paul of Lange Polle (BJ Scott, The Wolf Banes). Na zijn vertrek viel Geoffrey Burton in tijdens optredens.

## Geschiedenis
De band werd opgericht in 1998 met Wladimir Geels als bassist. In 2003 verliet hij de band, omdat hij qua stijl een andere koers wilde varen. Hij werd vervangen door gitarist Paul Van Bruystegem die al langer contacten had met Block en Goossens in verband met producerszaken en vervangingszaken.
In 2004 bracht het trio het debuutalbum Triggerfinger uit. In 2007 volgde het livealbum Faders Up. Het tweede album What Grabs Ya? kwam uit in 2008 en stond veertig weken genoteerd in de Vlaamse albumlijst. All This Dancin' Around, hun derde album uit 2010, werd in Vlaanderen met platina onderscheiden en had ook veel succes in de Nederlandse Album Top 100. De opnames van dit album vonden plaats in Los Angeles in mei 2010. In december 2010 werd dit album gevierd met uitverkochte optredens in de Ancienne Belgique in Brussel en Paradiso in Amsterdam.
In juli 2011 speelden ze op het High Voltage-hardrockfestival in Londen, waarvan een onofficiële cd Live at High Voltage Festival met bijbehorende dvd uitkwam voor de bezoekers van dat concert. Door een te groot aantal exemplaren kwam deze ook in België in de verkoop.
Speciaal voor Record Store Day lanceerde Triggerfinger in april 2012 de ep Do Ya Think I'm Sexy? met het nummer Do Ya Think I'm Sexy? (een cover van Rod Stewart, opgenomen met Little Trouble Kids) en I Follow Rivers (een cover van Lykke Li). Laatstgenoemd nummer leverde de groep een nummer 1-hit op in Nederland, Vlaanderen en Oostenrijk en groeide in die landen uit tot een van de grootste hits van 2012. De single was ook zeer succesvol in Duitsland en Zwitserland.
In mei 2012 werd de liveplaat Faders Up 2 - Live In Amsterdam uitgebracht, die opgenomen werd in de Melkweg in Amsterdam in november 2011 en gepresenteerd werd bij De Wereld Draait Door op 16 mei 2012. Ook maakte Triggerfinger de soundtrack voor de speelfilm Offline (Peter Monsaert), die in 2012 uitkwam.
In 2014 verscheen het album By Absence Of The Sun. Het album was zeer succesvol met een nummer 1-notering en goud in zowel Vlaanderen als Nederland. In 2016 bracht bassist Paul een soloalbum uit. Het in mei 2017 aangekondigde vijfde studioalbum, genaamd Colossus, kwam op 25 augustus van dat jaar uit.
In 2023 maakte bassist Paul bekend de band te verlaten om zich op andere projecten te richten. Op 11 juni trad hij in de AB voor het laatst mee op. Op 18 juni 2023 stonden ze op het podium van TW Classic met Geoffrey Burton als bassist die Van Bruystegem vervangt sinds zijn afscheid.

## Optredens
Triggerfinger staat bekend om zijn liveoptredens waarbij het publiek betrokken wordt door mee te zingen en de gesprekken die zanger Ruben Block met het publiek aangaat. De muziek wordt vergeleken met die van bands als Queens of the Stone Age en Led Zeppelin.
De band stond al vier keer op Pukkelpop (in 2004, 2007, 2008 en 2013), vier keer op Rock Werchter (2004, 2009, 2011 en 2014), vijf keer op Pinkpop (2005, 2010, 2013, 2015 en 2018 ), vier keer op Lowlands (2008, 2010, 2012 en 2017) en in het voorprogramma van Deep Purple in november 2009 in de Heineken Music Hall in Amsterdam. Op 28 juni 2012 stonden ze in het voorprogramma van de Red Hot Chili Peppers in het Goffertpark, Nijmegen. Op 6 juli 2013 speelde Triggerfinger tijdens Barclaycard British Summer Time Festival in Hyde Park (Londen) naast onder andere de Rolling Stones.

## Prijzen en erkenning
Triggerfinger bevestigde in 2011 het succes bij de uitreiking van de MIA's van 2010 op 7 januari 2011. De groep won de MIA voor "Beste Groep" terwijl Mario Goossens de MIA voor "Beste Muzikant" in de wacht sleepte. Ruben Block was ook genomineerd voor "Beste Muzikant". In totaal waren ze voor vier categorieën genomineerd: naast "Beste Muzikant" en "Beste Groep" waren ze ook nog genomineerd voor "Beste Rock/Alternative" en "Beste Live-act". Die prijzen gingen naar The Black Box Revelation.
Op 16 maart 2012 deed Triggerfinger voor de tweede keer mee aan de Red Bull Soundclash, die dit keer in de Lotto Arena in Antwerpen plaatsvond. Triggerfinger speelde tegen De Jeugd van Tegenwoordig en had "wild card" Kraantje Pappie. Uiteindelijk won Triggerfinger met 4-3 van De Jeugd van Tegenwoordig.
Triggerfinger was de grote winnaar bij de MIA's 2012. De groep won de belangrijkste MIA, die voor "hit van het jaar" voor I Follow Rivers. Ook won Triggerfinger de prijs voor "beste groep", evenals de MIA's voor "beste alternative" en "beste live act". Hiermee verzilverde de groep alle vier de nominaties. De band bedankte het publiek na het winnen van de prijs voor "beste band". Ook brachten ze er live hun hit I Follow Rivers. Bij de MIA's 2014 was Triggerfinger drie maal genomineerd en won de groep de MIA voor "beste groep". Op de MIA's 2017 brachten ze samen met Raymond van het Groenewoud het nummer Meisjes. Ze waren er genomineerd als "beste groep" maar wonnen dat jaar niet.

## Discografie

### Albums
| Album met eventuele hitnotering(en) in de Nederlandse Album Top 100 | Datum van verschijnen | Datum van binnenkomst | Hoogste positie | Aantal weken | Opmerkingen |
| ------------------------------------------------------------------- | --------------------- | --------------------- | --------------- | ------------ | ----------- |
| Triggerfinger                                                       | 26-01-2004            | -                     |                 |              |             |
| Faders up                                                           | 12-03-2007            | -                     |                 |              | Livealbum   |
| What grabs ya?                                                      | 21-02-2008            | -                     |                 |              |             |
| All this dancin' around                                             | 12-11-2010            | 13-11-2010            | 15              | 54           |             |
| Faders up 2 - Live in Amsterdam                                     | 18-05-2012            | 26-05-2012            | 3               | 22           | Livealbum   |
| By absence of the sun                                               | 18-04-2014            | 26-04-2014            | 1 (1wk)         | 18           |             |
| Colossus                                                            | 25-08-2017            | 02-09-2017            | 9               | 3            |             |

| Album met hitnotering(en) in de Vlaamse Ultratop 200 albums | Datum van verschijnen | Datum van binnenkomst | Hoogste positie | Aantal weken | Opmerkingen      |
| ----------------------------------------------------------- | --------------------- | --------------------- | --------------- | ------------ | ---------------- |
| What grabs ya?                                              | 21-02-2008            | 01-03-2008            | 11              | 40           |                  |
| All this dancin' around                                     | 15-11-2010            | 20-11-2010            | 2               | 95           | Platina          |
| Triggerfinger at High Voltage 2011                          | 04-11-2011            | 31-12-2011            | 97              | 1            | Livealbum        |
| Faders up 2 - Live in Amsterdam                             | 2012                  | 26-05-2012            | 1 (1wk)         | 59           | Livealbum / Goud |
| By absence of the sun                                       | 2014                  | 26-04-2014            | 1 (3wk)         | 73           | Goud             |
| Colossus                                                    | 2017                  | 02-09-2017            | 3               | 33           |                  |

### Singles
| Single met eventuele hitnotering(en) in de Nederlandse Top 40 | Datum van verschijnen | Datum van binnenkomst | Hoogste positie | Aantal weken | Opmerkingen                             |
| ------------------------------------------------------------- | --------------------- | --------------------- | --------------- | ------------ | --------------------------------------- |
| I follow rivers                                               | 24-02-2012            | 10-03-2012            | 1 (6wk)         | 28           | Nr. 1 in de Single Top 100 / 2x Platina |

| Single met hitnotering(en) in de Vlaamse Ultratop 50 | Datum van verschijnen | Datum van binnenkomst | Hoogste positie | Aantal weken | Opmerkingen                                |
| ---------------------------------------------------- | --------------------- | --------------------- | --------------- | ------------ | ------------------------------------------ |
| Soon                                                 | 04-08-2008            | 04-10-2008            | tip21           | -            |                                            |
| Is it                                                | 25-05-2009            | 11-07-2009            | tip19           | -            |                                            |
| All this dancin' around                              | 11-10-2010            | 27-11-2010            | 22              | 9            |                                            |
| Love lost in love                                    | 10-01-2011            | 22-01-2011            | tip3            | -            |                                            |
| Let it ride                                          | 09-05-2011            | 18-06-2011            | tip6            | -            |                                            |
| It hasn't gone away                                  | 22-08-2011            | 10-09-2011            | tip19           | -            |                                            |
| I'm coming for you                                   | 09-01-2012            | 21-01-2012            | tip28           | -            |                                            |
| I follow rivers                                      | 24-02-2012            | 03-03-2012            | 1 (7wk)         | 44           | Nr. 1 in de Radio 2 Top 30 / 2x Platina    |
| Do ya think I'm sexy                                 | 20-04-2012            | 28-04-2012            | tip6            | -            | met Little Trouble Kids                    |
| Dirty down low                                       | 05-11-2012            | 24-11-2012            | tip44           | -            |                                            |
| Perfect match                                        | 28-02-2014            | 26-04-2014            | 40              | 5            |                                            |
| By absence of the sun                                | 26-05-2014            | 14-06-2014            | tip6            | -            |                                            |
| Off the rack                                         | 15-09-2014            | 27-09-2014            | tip10           | -            |                                            |
| Big hole                                             | 06-03-2015            | 11-04-2015            | tip15           | -            |                                            |
| Als de zomer weer voorbij zal zijn                   | 28-08-2015            | 19-09-2015            | tip12           | -            | met Will Tura / Nr. 7 in de Vlaamse Top 50 |
| The one                                              | 04-01-2016            | 16-01-2016            | 20              | 7            | met Method Man                             |
| Flesh tight                                          | 22-05-2017            | 03-06-2017            | tip5            | -            |                                            |
| Colossus                                             | 18-08-2017            | 02-09-2017            | tip6            | -            |                                            |
| Breathlessness                                       | 17-11-2017            | 16-12-2017            | tip20           | -            |                                            |
| That'll be the day                                   | 27-04-2018            | 12-05-2018            | tip             | -            |                                            |
| Bring me back a live wild one                        | 08-06-2018            | 16-06-2018            | tip24           | -            |                                            |
| Need you tonight                                     | 08-02-2019            | 16-02-2019            | tip37           | -            |                                            |

### NPO Radio 2 Top 2000
| Nummer met noteringen in de NPO Radio 2 Top 2000 | '12 | '13 | '14 | '15 | '16 | '17 | '18 | '19 | '20 | '21 | '22 | '23  | '24  |
| ------------------------------------------------ | --- | --- | --- | --- | --- | --- | --- | --- | --- | --- | --- | ---- | ---- |
| I Follow Rivers                                  | 79  | 130 | 206 | 343 | 475 | 601 | 854 | 777 | 509 | 777 | 951 | 1134 | 1338 |

1. ↑  Een vetgedrukt getal geeft de hoogste notering aan.
2. ↑  2012 was het eerste jaar met een notering voor dit nummer.